# McLaren MP4/4
O MP4/4 foi o modelo da McLaren da temporada de 1988 de F1. Seus condutores foram o francês Alain Prost e o brasileiro Ayrton Senna. É considerado por alguns o melhor modelo de Fórmula 1 da história, vencendo 15 das 16 corridas que disputou, não vencendo apenas o Grande Prêmio da Itália de 1988 porque Senna bateu na Williams do retardatário Jean-Louis Schlesser na penúltima volta da corrida enquanto liderava. 
Nos testes de pré-temporada em Jacarepaguá em 1988, Senna e Prost nem testaram o MP4/4, porque o projeto estava muito atrasado fazendo com que ambos utilizasse o MP4/3 (da temporada de 1987) e equipado com motor Honda. No final do mês de março quando estavam sendo realizados os últimos testes, agora em Ímola, (antes da abertura do campeonato que aconteceu no início de abril no Brasil, também em Jacarepaguá), os pilotos sentiram pela primeira vez o MP4/4.
Este monoposto dominou, de forma exuberante o campeonato, vencendo 15 dos 16 GPs, recorde de vitórias de uma escuderia em uma temporada e 15 vezes largando na pole position. Apenas no GP da Grã-Bretanha que não teve um McLaren largando na pole ou na primeira fila (2ª posição). A equipe conquistou o Mundial de Construtores e as duas primeiras posições no Mundial de Pilotos. O MP4/4 é considerado por muitos entusiastas da Fórmula 1 como o melhor carro de corrida de todos os tempos.

## Performance da Escuderia
Após um desempenho frustrante na temporada de 1987, quando obteve apenas três vitórias, a McLaren assina uma parceria com a Honda, garantindo os motores V6 turbo de 1494cc (potência máxima 675 hp), os mais poderosos da categoria. Na temporada anterior, Williams e Lotus, equipadas com motores Honda, obtiveram 11 vitórias em 16 possíveis. O MP4/4 foi o último monoposto da McLaren a utilizar motores turbo até 2014, onde as regras mudaram e os motores turbo voltaram para a F1.
Para a temporada, a FIA instituiu uma série de novas regras para limitar a potência dos motores turbo. Era uma tentativa da Federação de Automobilismo de nivelar tecnicamente as equipes. Até 1988 as escuderias podiam optar por motores atmosféricos e motores turbo.
Entre as novas regras estavam a redução da pressão dos turbos - que baixou dos 4 para 2,5 bar, o que gerava perda de potência de 1000 para cerca de 670 cv e redução do tanque de combustivel de 195 litros para 150 litros. Os carros com motores turbo pesavam ainda cerca de 40 kg a mais do que os carros com motores atmosféricos o que, teóricamente, trazia desvantagens para as equipes que optaram pelo turbo. Então a Honda trabalhou no motor para conseguir unir torque e economia de combustível, e a equipe McLaren trabalhou para criar um chassis baixo com menor atrito aerodinâmico para andar bem nas retas, e isso fez o MP4/4 o carro mais bem sucedido da F1, que contava ainda com os dois melhores pilotos da F1 naquele momento: Senna e Prost. Na temporada, apenas seis equipes - McLaren, Lotus, Ferrari, Arrows, Zakspeed e Osella - continuaram a usar os modelos turbos, todos eles com potência máxima desses motores variando entre 620 a 700 cv.
O monoposto da McLaren acabou frustrando as intenções dos dirigentes o que levou a FIA a proibir a utilização dos motores turbos para a temporada de Fórmula 1 de 1989. Novamente, a ideia era nivelar as equipes e dar vantagem às escuderias que já tinha experiência na utilização de motores atmosféricos.
A McLaren com seu modelo MP4/5 frustrou novamente os interesses da FIA vencendo 10 dos 16 Grandes Prêmios da temporada de 1989, sagrando-se campeã de Construtures e Pilotos, utilizado-se de motores Honda atmosféricos, que vieram como os motores mais potentes da F1 na temporada de 89.

## Estatísticas
- Vitórias: 15 (Senna 8 e Prost 7) em 16 GP’s (93,75%)
- Pole-positions: 15 (Senna 13 e Prost 2) em 16 GP’s (93,75%)
- Senna e Prost ocuparam juntos a primeira fila do Grid de largada em 12 ocasiões (75%)
- Melhores voltas: 10 (Prost 8 e Senna 2) em 16 GP’s (62,5%)
- Das 32 provas que o MP4-4 fez, terminou 28 (87,5%)
- A McLaren conseguiu 199 pontos dos 240 possíveis (82,92%); todos os pontos das equipes restantes (201) superavam os da McLaren por apenas 2 pontos.
- Conseguiu 10 dobradinhas no pódio em 16 possíveis (62,5%)
- O McLaren MP4-4 liderou 97,28% (1003 voltas) das voltas do somatório de todos os GP’s (1031 voltas)

## Resultados[4]
(legenda) (em negrito indica pole position e itálico volta mais rápida)
| Ano  | Chassi | Motor                 | Pneus | N° | Pilotos       | 1   | 2   | 3   | 4   | 5   | 6   | 7   | 8   | 9   | 10  | 11  | 12  | 13  | 14  | 15  | 16  | Pontos | Posição |  |
| ---- | ------ | --------------------- | ----- | -- | ------------- | --- | --- | --- | --- | --- | --- | --- | --- | --- | --- | --- | --- | --- | --- | --- | --- | ------ | ------- |  |
|      |        |                       |       |    |               |     |     |     |     |     |     |     |     |     |     |     |     |     |     |     |     |        |         |  |
|      |        |                       |       |    |               | BRA | SMR | MON | MEX | CAN | USE | FRA | GBR | GER | HUN | BEL | ITA | POR | ESP | JAP | AUS |        |         |  |
| 1988 | MP4/4  | Honda RA168E V6 turbo | G     | 11 | Alain Prost   | 1   | 2   | 1   | 1   | 2   | 2   | 1   | Ret | 2   | 2   | 2   | Ret | 1   | 1   | 2   | 1   | 199*   | 1°      |  |
| 1988 | MP4/4  | Honda RA168E V6 turbo | G     | 12 | Ayrton Senna* | DSQ | 1   | Ret | 2   | 1   | 1   | 2   | 1   | 1   | 1   | 1   | 10† | 6   | 4   | 1*  | 2   | 199*   | 1°      |  |

* Campeão da temporada.
† Completou mais de 90% da distância da corrida.

## Chassis
Para a temporada de 1988, foram moldados seis chassis do MP4/4 em fibra de carbono com a ajuda da Hercules Aerospace. Todos foram usados durante o campeonato. Todos os seis chassis ainda existem: Os de número 1, 3, 4 e 6 pertencem ao Grupo McLaren sendo que o 1º está em exposição permanente no McLaren Technology Centre e o 3º está emprestado para exibição no Donington Grand Prix Exhibition. Outro está em exposição no National Motor Museum  em Beaulieu (UK). O Chassi número 5 é de propriedade da Honda e está em exibição no Honda Collection Hall em Motegi. O Chassi número 2 pertence a um colecionador particular norte-americano.

## Vitórias por Chassi
- 1: San Marino e Canadá por Senna.
- 2: Brasil por Prost e Estados Unidos e Japão por Senna.
- 3: Único chassi que não ganhou nenhum Grande Prêmio (Itália).
- 4: Mônaco, México e França por Prost.
- 5: Grã-Bretanha, Alemanha, Hungria, Bélgica por Senna.
- 6: Portugal, Espanha e Austrália por Prost.

## Provas não concluidas
O MP4/4 não terminou 4 provas na temporada de 1988.
- GP do Brasil: Senna, que foi o pole-position, foi desclassificado na 31ª volta por ter trocado de carro na volta de aquecimento.
- GP de Mônaco: Liderando até a 66ª volta (restando 12 para o término) Senna comete um erro e “dá” a vitória ao seu colega de equipe, que chega em primeiro. Foi o único GP de Mônaco não vencido pelo piloto brasileiro entre 1987 a 1993.
- GP da Grã-Bretanha: Largando na 4ª posição, Prost foi perdendo várias posições desde o início da largada na pista molhada de Silverstone. Abandonou a prova na 24ª volta quando ocupava a 16ª posição. Alegou que o carro estava mal acertado e que não tinha nenhuma intenção de assumir riscos inumanos. Era o primeiro abandono na temporada após sete provas seguidas pontuando (pódio).[5]
- GP da Itália: Prost tem um problema de motor e para na 34ª volta. Líder desde a largada, Senna bate em um retardatário na 49ª volta e perdendo a vitória. Termina em 10º e pela primeira vez na temporada que não teve nenhum McLaren no alto do pódio e também a primeira vez que nenhum carro McLaren pontuou na prova.